# Marzbani
Marzbani (en persan : مرزباني romanisé en Marzbānī, Marzabānī, et Marzebānī, également connu sous le nom de Marzyānī) est un village de la province de Kermanshah en Iran. Lors du recensement de 2006, sa population était de 568 habitants répartis dans 144 familles.